# شيخوخة خلوية

يشير حد هايفليك إلى أن الخلية في المتوسط سوف تنقسم حوالي 50 مرة قبل الوصول إلى مرحلة تعرف بإسم الشيخوخة. عندما تنقسم الخلية، تصبح التيلوميرات الموجودة في نهاية الكروموسوم الخطي أقصر. وفي النهاية لن تعود التيلوميرات موجودة على الكروموسوم. هذه المرحلة النهائية هي المفهوم الذي يربط تدهور التيلوميرات بالشيخوخة.

تتميز ظاهرة الشيخوخة الخلوية Cellular senescence بوقف انقسام الخلايا. وجد ليونارد هايفليك وبول مورهيد في تجاربهما خلال أوائل الستينيات أن الأرومات الليفية الجنينية الطبيعية في المنشورات الطبية تصل إلى ما يقرب من 50 خليةً مضاعفة قبل أن تصبح في حالة الشيخوخة. تُعرف هذه العملية باسم الشيخوخة التكرارية، أو حد هايفليك. مهد اكتشاف هايفليك للخلايا المميتة الطريق لاكتشاف وفهم المسارات الجزيئية لشيخوخة الخلايا. يمكن أن تبدأ الشيخوخة الخلوية من خلال مجموعة متنوعة من العوامل المسببة للتوتر. تشمل عوامل الإجهاد هذه الأحداث الضارة البيئية والداخلية، والنمو الخلوي غير الطبيعي، والإجهاد التأكسدي، وعوامل الالتهام الذاتي، من بين أشياء أخرى كثيرة.
تُعزى الأهمية الفزيولوجية لشيخوخة الخلايا إلى الوقاية من التسرطن، وتطور الشيخوخة، والنمو، وإصلاح الأنسجة. تساهم الخلايا الشائخة في النمط الظاهري للشيخوخة، بما في ذلك متلازمة الضعف، وضمور العضلات، والأمراض المرتبطة بالشيخوخة. تساهم الخلايا النجمية الشائخة والخلايا الدبقية الصغيرة في التنكس العصبي.

## الآليات الخلوية

### استجابة الإجهاد وتلف الحمض النووي
ميكانيكيًا، يمكن أن تحدث الشيخوخة التكرارية (التنسخية) عن طريق استجابة تلفية للحمض النووي بسبب تقصير التيلوميرات. يمكن أيضًا تحفيز الخلايا على الشيخوخة من خلال تلف الحمض النووي استجابةً لارتفاع أنواع الأكسجين التفاعلي (ROS)، وتنشيط الجينات المسرطنة، واندماج الخلايا الخلوية. عادة، يتم الوصول إلى شيخوخة الخلية من خلال مجموعة متنوعة من العوامل (مثل كل من تقصير التيلومير والإجهاد التأكسدي). توقف استجابة تلف الحمض النووي (DDR) تقدم دورة الخلية حتى يصلح تلف الحمض النووي، مثل فواصل الشريط المزدوج (DSBs). تظهر الخلايا الشائخة DDR المستمر الذي يبدو أنه مقاوم لأنشطة إصلاح الحمض النووي الذاتية. ينشط DDR المطول كلًا من كينازات تلف الحمض النووي ATM وATR. تتسبب سلسلة الفسفرة التي بدأها هذان الكينازان في إيقاف دورة الخلية في نهاية المطاف. اعتمادًا على شدة تلف الحمض النووي، قد لا تكون الخلايا قادرة على الخضوع للإصلاح وإما أن تمر عبر موت الخلايا المبرمج أو شيخوخة الخلايا. مثل هذه الخلايا الشائخة في زراعة وأنسجة الثدييات تحتفظ بعلامات DSBs وDDR. لقد اقترح أن DSBs المحتجزة هي المحركات الرئيسية لعملية الشيخوخة. ربطت الطفرات في الجينات المتعلقة بصيانة الجينوم بأمراض الشيخوخة المبكرة، ما يدعم دور شيخوخة الخلايا في الشيخوخة.
يمكن أن يؤدي استنفاد NAD + إلى تلف الحمض النووي والشيخوخة الخلوية في خلايا العضلات الملساء الوعائية.
على الرغم من أن الخلايا الشائخة لم تعد قادرة على التكاثر، لكنها تبقى نشطة في التمثيل الغذائي وعادة ما تتبنى نمطًا ظاهريًا مناعيًا يتكون من إفراز مؤيد للالتهابات، والتنظيم الأعلى للروابط المناعية، والاستجابة المؤيدة للبقاء، والتعبير الجيني المختلط (pGE)، وصمة إيجابية لنشاط β-galactosidase المرتبط بالشيخوخة. يعد نوعان من البروتينات، بيتا غالاكتوزيداز المرتبط بالشيخوخة وp16Ink4A، من المؤشرات الحيوية للشيخوخة الخلوية. ومع ذلك، ينتج عن هذا نتيجة إيجابية خاطئة للخلايا التي تحتوي بشكل طبيعي على هذين البروتينين مثل نضوج الخلايا الضامة مع بيتا غالاكتوزيداز المرتبط بالشيخوخة والخلايا التائية مع p16Ink4A.
يمكن أن تخضع الخلايا الشائخة للتحول إلى نمط ظاهري مناعي يمكّن الجهاز المناعي من القضاء عليها. يتكون هذا النمط الظاهري من إفراز مؤيد للالتهابات، والتنظيم الأعلى للروابط المناعية، والاستجابة المؤيدة للبقاء، والتعبير الجيني المختلط (pGE) وصمة إيجابية لنشاط β-galactosidase المرتبط بالشيخوخة. تتميز نواة الخلايا الشائخة ببؤر الهيتروكروماتين المرتبطة بالشيخوخة (SAHF) وشرائح الحمض النووي مع تعديلات الكروماتين التي تعزز الشيخوخة (DNA-SCARS). تؤثر الخلايا الشائخة على قمع الورم والتئام الجروح وربما على التطور الجنيني / المشيمة كما تلعب دورًا مرضيًا في الأمراض المرتبطة بالعمر.

## اقرأ أيضا
- موت خلية إقفاري